# Ella Enchanted - Il magico mondo di Ella
Ella Enchanted – Il magico mondo di Ella (Ella Enchanted) è un film del 2004 diretto da Tommy O'Haver e con Anne Hathaway e Hugh Dancy, liberamente tratto dal romanzo omonimo di Gail Carson Levine (in Italia pubblicato con il titolo Il dono della fata), rielaborazione a sua volta della fiaba di Cenerentola. 
Il film è uscito nelle sale americane il 9 aprile del 2004, mentre in quelle italiane il 1º luglio del 2005.

## Trama
Poco dopo esser nata, Ella riceve il “dono” dell'obbedienza da una fata di nome Lucinda, è quindi costretta a obbedire ad ogni ordine che riceve. Abbiamo un esempio di questo quando lei diventa amica di una bambina di nome Areida: durante un litigio tra quest'ultima e un'altra bambina, Ella corre in aiuto di Areida e l'altra bambina le dice “Mordimi!”, così Ella è subito costretta a farlo. Alcuni anni dopo, la mamma di quest'ultima muore e quindi lei rimane sola con la fata di famiglia Mandy e suo papà, che avendo bisogno di soldi, si risposa una donna nobile, crudele e altezzosa. Lei ha due figlie, Hattie e Olive che si trasferiscono a casa di Ella e la trattano miseramente, usandola e provando a rendere la sua vita un inferno. Hattie inizia a usare malevolmente il dono di Ella, che quindi non può più continuare a vivere sotto la sua obbedienza e decide di partire per cercare Lucinda nella speranza che si riprenda il dono, accompagnata da Benny, il fidanzato di Mandy, maldestramente trasformato in un libro magico dalla fata.
Durante il viaggio, incontra un elfo di nome Slannen, che si rifiuta di essere un intrattenitore e vuole fare l'avvocato e quindi spera che tutte le restrizioni del regno vengano tolte.
Slannen quindi accompagna Ella nella sua ricerca di Lucinda ma incrociano un gruppo di Orchi che li cattura. Quando tutto sembra perduto vengono tratti in salvo dal principe Charmont, l'erede al regno di Frell, che si innamora di Ella. Lui l'accompagna fino ad un matrimonio nella valle dei Giganti, dove Ella spera di trovare Lucinda. Allo sposalizio, la ragazza è costretta a cantare e ballare una riedizione di Somebody to Love dei Queen. Dopo il matrimonio, il principe Charmont suggerisce ad Ella di controllare sul libro del censimento per scoprire dove risiede Lucinda, e quindi accompagnarlo per assistere alla sua incoronazione sul trono di Frell. Mentre preparano il loro viaggio per il palazzo, il principe Charmont ed Ella si baciano.
Al palazzo, il dono di Ella è portato all'attenzione di Sir Edgar, zio del principe e sostituto re di Frell prima dell'incoronazione di Charmont. Edgar, infatti, scopre dalla sorellastra di Ella che quest'ultima esegue sempre tutti gli ordini, e quindi lui chiede ad Ella di uccidere il principe quando saranno da soli e di non parlare a nessuno del piano. Inoltre, però, le rivela anche, che è stato lui l'artefice dell'assassinio del papà di Charmont. Ella, allora, chiede a Slannen di legarla ad un albero fuori dalla città per non eseguire gli ordini di Edgar e di andare nella foresta a cercare i giganti per chiedergli aiuto.
In quel momento Lucinda appare ad Ella che le chiede di riprendersi il dono dell'obbedienza. Offesa per la sua richiesta, Lucinda dice che lei non riprende mai un dono e che se proprio non lo vuole solo lei potrà rimuoverlo; prima di andarsene libera Ella dall'albero, non credendo e non ascoltando le sue spiegazioni sul perché è ad esso incatenata, e le dona un abito da sera per poter andare al ballo. A questo punto Ella è costretta a tornare a palazzo, dove Charmont la porta nella sala degli specchi e le chiede di sposarlo. Lei lotta per non pugnalarlo e alla fine riesce a liberarsi dal terribile dono e quindi salva il principe dai biechi piani del suo zio malvagio e crudele.
Charmont crede che lei abbia provato ad ucciderlo e Edgar ordina alle guardie di imprigionare Ella e di svolgere l'esecuzione il prima possibile. Slannen intanto è riuscito a portare con sé i giganti e gli orchi, che entrano nel castello e liberano Ella che intanto aveva scoperto che Sir Edgar ha avvelenato la corona e che Charmont è in pericolo di vita. Proprio nel momento dell'incoronazione Ella, gli orchi e Slannen entrano nella sala e comincia una dura lotta contro le guardie del re. Durante il combattimento, Charmont, nonostante creda che Ella abbia tentato di ucciderlo si schiera con lei contro il suo zio e le guardie reali. Lei gli rivela tutto quello che è successo e Mandy finalmente riesce a far tornare Benny come essere umano.
Sir Edgar ammette tutto, ma nella concitazione del discorso si auto incorona e cade subito a terra a causa del veleno. Pochi secondi dopo, Charmont chiede ad Ella di sposarlo e questa accetta immediatamente. Il film finisce con il matrimonio di Ella e Charmont, dove dopo, loro due partono per il viaggio di nozze felici e contenti.

## Produzione
Il film è costato 35 milioni di $, ma ne ha incassati solo 22,9. La vendita e il noleggio dei DVD per l'home video, comunque, hanno aiutato a superare la quota del rosso.

## Colonna sonora
1. Jesse McCartney & Anne Hathaway - Don't Go Breaking My Heart
2. Kari Kimmel - It's Not Just Make Believe
3. Raven Symone - True To Your Heart
4. Kelly Clarkson - Respect
5. Anne Hathaway - You Make Me Feel Like Dancing
6. Jump 5 - Walking On Sunshine
7. Stimulator - Magic
8. Darren Hayes - Strange Magic
9. Anne Hathaway - Somebody to Love
10. The Beu Sisters - Once Upon A Broken Heart
11. Andrea Remanda & Bryan Adams - If You Believe
12. Bryan Adams - Let Me Entertain You
13. Raven Symone - Teenagers
14. Green Day - Minority
15. Sean Devel - Score Suite

## Riconoscimenti
- Golden Satellite Awards - 2005
  - Candidato come Miglior dvd per i giovani (Best Youth DVD)